# Dario Simoni
Dario Simoni (ur. 28 marca 1901, zm. 23 maja 1984) – amerykański dekorator wnętrz filmowych pochodzenia włoskiego. Pracował na planie niemal 40 filmów.
Dwukrotny laureat Oscara za najlepszą scenografię do filmów Davida Leana Lawrence z Arabii (1963) i Doktor Żywago (1965). Nominowany był w tej kategorii również za Udrękę i ekstazę (1965) Carola Reeda i Poskromienie złośnicy (1967) Franco Zeffirellego. Ponadto pracował na planie tak głośnych filmów, jak m.in. Trzeci człowiek (1949), Książę i aktoreczka (1957), Exodus (1960), Podróże z moją ciotką (1972) czy Portret rodzinny we wnętrzu (1974).